# Charaxes abruptus
Charaxes abruptus är en fjärilsart som beskrevs av Hans Fruhstorfer 1898. Charaxes abruptus ingår i släktet Charaxes och familjen praktfjärilar. Inga underarter finns listade i Catalogue of Life.